# Ptocasius jietouensis
Espèce
Ptocasius jietouensis est une espèce d'araignées aranéomorphes de la famille des Salticidae.

## Distribution
Cette espèce est endémique du Yunnan en Chine,. Elle se rencontre dans le xian de Tengchong.

## Description
Le mâle holotype mesure 3,99 mm et la femelle paratype 4,37 mm.

## Systématique et taxinomie
Cette espèce a été décrite par Yang et Peng en 2023.

## Étymologie
Son nom d'espèce, composé de jietou et du suffixe latin -ensis, « qui vit dans, qui habite », lui a été donné en référence au lieu de sa découverte, Jietou.

## Publication originale
- Yang & Peng, 2023 : « A review of the Ptocasius Simon, 1885 spiders of Gaoligong Mountains, China (Araneae: Salticidae). » European Journal of Taxonomy, vol. 903, p. 1-61 (texte intégral).